# رامبین
رامبین (به آلمانی: Rambin) یک شهر در آلمان است که در فرپومرن-روگن واقع شده‌است. رامبین ۱٬۰۴۲ نفر جمعیت دارد.